# Helga Radtke

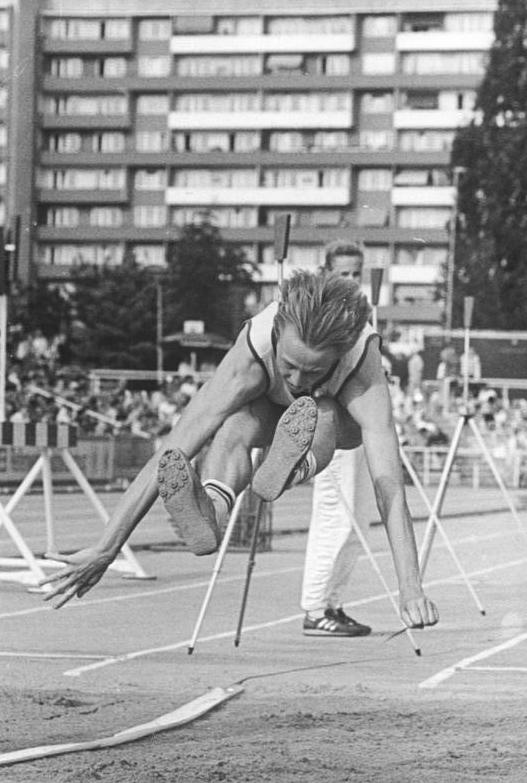
Helga Radtke (1989)

Helga Radtke (* 16. Mai 1962 in Sanitz) ist eine ehemalige deutsche Leichtathletin, die von 1979 bis Mitte der 1990er Jahre im Weitsprung und im Dreisprung erfolgreich war. Bis 1990 startete sie für die DDR. Sie gewann die Bronzemedaille im Weitsprung bei den Europameisterschaften 1986 und 1990 und war mehrmals bei Hallenwelt- und Halleneuropameisterschaften erfolgreich.

## Leben
Sie gewann bei den Junioreneuropameisterschaften 1979 die Goldmedaille im Weitsprung. 1983 wurde sie in der Halle Vizeeuropameisterin. Bronze gewann Heike Drechsler, die in den Folgejahren die Dauerkonkurrentin von Radtke werden sollte und meist vor ihr landete. Bei den ersten Weltmeisterschaften in Helsinki erreichte Radtke Platz zwölf. Bei den Halleneuropameisterschaften 1985 sprang sie auf Platz vier und bei den Hallenweltspielen 1985 gewann sie Gold.
Im Jahr darauf wurde Radtke zum zweiten Mal Hallen-Vizeeuropameisterin und in Stuttgart sprang sie bei den Europameisterschaften 1986 auf Rang drei und gewann damit ihre erste Medaille im Freien. 1987 wurde sie in der Halle Vizeweltmeisterin, bei den Weltmeisterschaften in Rom verpasste sie mit Platz vier jedoch eine Medaille. 1990 gewann sie sowohl bei den Halleneuropameisterschaften in Glasgow als auch bei den Europameisterschaften in Split die Bronzemedaille.
In Tokio erreichte Radtke bei den Weltmeisterschaften 1991 nicht das Finale. Im Jahr darauf nahm sie in Barcelona an ihren ersten Olympischen Spielen teil, kam aber wiederum nicht über die Qualifikation hinaus. Mittlerweile war der Dreisprung für die Frauen geöffnet worden. Bei den Hallenweltmeisterschaften 1993 erreichte sie in der noch jungen Disziplin Platz fünf. Bei den Weltmeisterschaften in Stuttgart schaffte sie es im Weitsprung nicht ins Finale, im Dreisprung jedoch wurde sie Fünfte. Bei den Europameisterschaften 1994 wurde sie Achte im Dreisprung. Außerdem gewann sie in diesem Jahr beim Europacup.
1989 war sie im Weitsprung DDR-Meisterin. In der Halle gewann sie den Titel 1985 und 1990. Im Dreisprung wurde sie 1993 und 1994 jeweils in der Halle und im Freien Deutsche Meisterin. Ihre persönliche Bestweite im Weitsprung stellte Radtke mit 7,21 Meter 1984 in Dresden auf. Im Dreisprung verbesserte sie mehrmals den deutschen Rekord. 1992 war sie die erste Deutsche, die weiter als 14 Meter sprang. Ihr weitester Satz von 14,46 Meter aus dem Jahr 1994 blieb Rekord, bis Katja Demut 2011 die Weite übertraf. In der Halle sprang sie 1993 mit 14,03 Meter deutschen Hallenrekord, der jedoch nicht so lange Bestand hatte.
Helga Radtke gehörte zunächst dem SC Empor Rostock an, später dem LAC Quelle. In ihrer aktiven Zeit war die Diplom-Sportlehrerin 1,70 m groß und 64 kg schwer. In den nach der Wende öffentlich gewordenen Unterlagen zum Staatsdoping in der DDR fand sich bei den gedopten Sportlerinnen auch der Name von Radtke.

## Einsätze bei internationalen Höhepunkten im Einzelnen
- 1979, Junioreneuropameisterschaften: Platz 1 (6,22 - ungültig - 6,10 - 6,47 m - ungültig - 6,35)
- 1983, Halleneuropameisterschaften: Platz 2 (ungültig - 6,48 - 6,47 - ungültig - 6,63 m - 6,52)
- 1983, Weltmeisterschaften: Platz 12 (6,37 - 6,35 - 6,44 m)
- 1985, Hallenweltspiele: Platz 1 (6,74 - 6,72 - 6,81 - 6,82 - 6,86 - 6,88 m)
- 1985, Halleneuropameisterschaften: Platz 4 (ungültig - 6,89 m - ungültig - 6,73 - ungültig - 6,74)
- 1986, Halleneuropameisterschaften: Platz 2 (ungültig - 6,80 - 6,91 - 5,41 - 6,82 - 6,94 m)
- 1986, Europameisterschaften: Platz 3 (6,63 - 6,89 m - 6,64 - ungültig - 6,89 - ungültig)
- 1987, Hallenweltmeisterschaften: Platz 2 (ungültig - 6,67 - 6,90 - 6,29 - ungültig - 6,94 m)
- 1987, Weltmeisterschaften: Platz 4 (6,95 - 6,56 - 7,01 m - ungültig - ungültig - 6,95)
- 1990, Halleneuropameisterschaften: Platz 3 (6,41 - 6,51 - 6,55 - 6,55 - 6,66 m - 6,33)
- 1990, Europameisterschaften: Platz 3 (ungültig - ungültig - 6,64 - ungültig - ungültig - 6,94 m)
- 1991, Weltmeisterschaften: in der Qualifikation ausgeschieden
- 1992, Halleneuropameisterschaften: Platz 5 im Weitsprung (6,36 - ungültig - ungültig - 6,29 - 6,43 m - 6,25); Platz 3 im Dreisprung (ungültig - 13,59 - ungültig - ungültig - 13,75 m - ungültig)
- 1992, Olympische Spiele: in der Qualifikation ausgeschieden
- 1993, Hallenweltmeisterschaften, Platz 5 im Dreisprung (13,52 - 13,95 m - ungültig - 13,56 - ungültig - ungültig)
- 1993, Weltmeisterschaften: im Weitsprung in der Qualifikation ausgeschieden; Dreisprung: Platz 5 (ungültig - 13,86 - ungültig - 14,01 - 13,77 - 14,19 m)
- 1994, Halleneuropameisterschaften: Platz 8 im Weitsprung, (6,40 - 6,31 - 6,31 - 6,28 - 6,45 m - 6,43); Dreisprung: Platz 7 (13,78 - 13,75 - ungültig - ungültig - 13,79 - 13,92 m)
- 1994, Europameisterschaften: in der Weitsprungqualifikation ausgeschieden; Dreisprung: Platz 8 (aufgerückt nach Disqualifikation der Viertplatzierten, 13,77 m - 13,60 - 13,52)